# العوجاء (السوادية)

تعديل مصدري - تعديل

العوجاء هي إحدى قرى عزلة ذاهبة بمديرية السوادية التابعة لمحافظة البيضاء، بلغ تعداد سكانها 391 نسمة حسب تعداد اليمن لعام 2004.